# Крассинарка
Крассинарка
(лат. Crassinarke dormitor) — единственный вид скатов рода крассинарок семейства нарковых отряда электрических скатов. Это хрящевые рыбы, ведущие донный образ жизни, с крупными, уплощёнными грудными и брюшными плавниками в форме диска, выраженным хвостом и одним спинным плавником. Они способны генерировать электрический ток. Обитают в западной части Тихого океана на глубине до 80 м. Размножаются яйцеживорождением. 

## Таксономия
Впервые вид был научно описан в 1951 году. Вид рассматривается как возможный синоним японской нарки. Единственной чертой, которая различает эти два вида, являются спрятанные под кожу глазные яблоки. Для видового определения крассинарки необходимы дальнейшие детальные исследования. Название рода происходит от слова лат. crassus — «толстый» и связано с толстой кожей крассинарок, а видовой эпитет — от слова лат. dormitor — «спящий».

## Ареал
Крассинарки обитают в западной части Тихого океана в водах Японии и Тайваня и в Южно-Китайском море. 

## Описание
Грудные плавники образуют диск. Кожа лишена чешуи. Рыло удлинённое и широко закруглённое. Рот прямой, очень узкий. Ноздри расположены непосредственно перед ртом. Позади глаз имеются брызгальца. У основания грудных плавников перед глазами сквозь кожу проглядывают электрические парные органы в форме почек, которые тянутся вдоль тела до конца диска.

## Взаимодействие с человеком
Эти скаты не представляют интереса для коммерческого рыболовства. Вероятно, они попадаются в качестве прилова при коммерческом промысле. Данных для оценки Международным союзом охраны природы статуса сохранности вида недостаточно.  